# Mr. Woodcock
Mr. Woodcock, titulada en castellano Cuestión de pelotas en España, Adivina con quién salgo en Hispanoamérica y Enemigo en casa en Argentina, es una película cómica estrenada el 14 de septiembre de 2007 en Estados Unidos, el 16 de noviembre del mismo año en España, el 18 de enero de 2008 en México y el 3 de abril de este último año en Argentina. Protagonizada por Billy Bob Thornton, Sean William Scott y Susan Sarandon. Dirigida por Craig Gillespie. 

## Argumento
Para los estudiantes del colegio Forest Meadow la clase de educación física no es nada divertida, más bien todo lo contrario. No es una clase para hacer ejercicio físico, sino que es una clase en la que los alumnos se sienten humillados física y moralmente por su profesor, Jasper Woodcock (Billy Bob Thornton), más conocido como el Sr. Woodcock.
Para uno de los que fueron alumnos del Sr. Woodcock, John Farley (Sean William Scott), un escritor literario de gran éxito, los recuerdos de su paso por las inolvidables clases de Woodcock han sido olvidados y sustituidos por una gran autoestima provocada por el enorme éxito en ventas de sus libros, por ser un autor aclamado y un orador motivacional.
Pero las pesadillas que John creía olvidadas para siempre volverán antes de lo que podría imaginar. Cuando acude a visitar a su madre, Beverly (Susan Sarandon), con la excusa de que va a ser galardonado con el prestigioso premio de la ciudad, su felicidad se convierte rápidamente en angustia, al saber que su adorada madre se ha enamorado del malvado profesor. 

## Reparto
- Billy Bob Thornton (Jasper Woodcock)
- Sean William Scott (John Farley)
- Susan Sarandon (Beverly Farley)
- Amy Poehler (Maggie)
- Melissa Sagemiller (Tracy)

## Recepción crítica y comercial
Según la página de Internet Rotten Tomatoes obtuvo un 13% de comentarios positivos, llegando a la siguiente conclusión: "Malgastando un reparto con talento, Mr. Woodcock carece de la energía cómica para aprovechar al máximo su intrigante premisa". Destacar el comentario del crítico cinematográfico William Thomas: 

"No es el peor film que verás a lo largo del año, pero tampoco va a terminar en el cuadro de honor de nadie".
William Thomas.

Según la página de Internet Metacritic obtuvo críticas mixtas, con un 41%, basado en 25 comentarios de los cuales 2 son positivos. En la actualidad es la película peor valorada de toda la carrera de Susan Sarandon. Recaudó en Estados Unidos 25 millones de dólares. Sumando las recaudaciones internacionales la cifra asciende a 33 millones. El presupuesto invertido en la producción fue de aproximadamente 22 millones. 

## Localizaciones
Mr. Woodcock se empezó a rodar el 1 de abril de 2005. La producción se filmó en diversas localizaciones de Estados Unidos, como las ciudades de Los Ángeles, Santa Clarita, Santa Paula y Pomona, todas ellas en el estado de California.

## DVD
Mr. Woodcock está disponible en formato DVD en Estados Unidos desde el 15 de enero de 2008. El disco contiene menús interactivos, acceso directo a escenas y subtítulos y audio en diferentes idiomas. En España, titulada Cuestión de pelotas, está disponible en formato DVD desde el 10 de junio de 2008. El disco contiene menús interactivos, acceso directo a escenas, subtítulos y audio en múltiples idiomas, acceso directo a escenas, escenas eliminadas, making of, tráiler cinematográfico y documental titulado: "historias traumáticas de las clases de educación física".